# Данилевский, Николай Сергеевич
 Николай Сергеевич Данилевский  (род. 13 ноября 1965, Ленинград) — советский и российский художник, декоратор, педагог, представитель последней волны петербургского андерграунда. Участник группы «Старый город», Постоянный член Международной Ассоциации художников — потомков дворянских родов. Основоположник Петербургской школы фантастического реализма.

## Биография
Родился в 1965 году в Ленинграде в семье научных работников. Семья будущего художника отношения к искусству не имела, отец и мать геологи. Дед А. С. Данилевский советский энтомолог — один из основоположников теории фотопериодизма насекомых.
Н. С. Данилевский по отцовской линии принадлежит к дворянскому роду Данилевских — потомок (внучатый племянник) писателя конца XIX века автора исторических романов Григория Петровича Данилевского. Один из потомков А. С. Пушкина (6-е поколение) и Н. В. Гоголя (внучатый племянник).
С детства увлекался изобразительным искусством, но начального художественного образования не получил. На выбор будущей профессии повлияла мать художника (Котова Г. Б.), дружившая с художниками Ленинградского андеграунда.
После окончания школы работал на заводе слесарем, служил в Советской армии. После демобилизации из СА поступает в Лесотехническую Академию им. С. М. Кирова откуда был отчислен. Сменил ряд рабочих специальностей характерных для людей творческих профессий (дворник, столяр и др.)
В 1989 году поступает и с успехом заканчивает ЛХУ им. Серова (ныне Н. К. Рериха), отделение графического дизайна (диплом «Серия плакатов к новеллам Э. Т. А. Гофмана»). Учился в ВАХ им. И. Е. Репина, факультет графики.
Преподавал в СПбХу им. Н. К. Рериха (графический дизайн, шрифт и печатная графика) и др. учебных заведения Санкт-Петербурга. Работал художником-декоратором в театре оперы и балета им. М. П. Мусоргского,театре Юных Зрителей им. А. А. Брянцева, Государственном Молодёжном театре на Фонтанке. Исполнил ряд работ для фильма Нико фон Глазова «Пираты Эдельвейса» и Алексея Германа «Трудно быть богом».
- Лауреат 1998 года городского конкурса педагогических достижений, раздел «новые технологии в общем и профессиональном образовании». Один из авторов программы, «Обретение», раздел «Графический дизайн» (грант президента России за внедрение инновационных технологий в рамках национального проекта, «Образование»). Преподаватель высшей категории.
- Автор интерьера и айдентики для мультибрендового бутика «INEZZ». Номинация международной премии Аврора в сегменте индустрии Premium & Luxury «Aurora Diamond Award 2011»[11]
- Основатель и основоположник «Петербургской школы фантастического реализма»[3][12]
- Принимал участие в выставках группы «Старый город».
- Постоянный член Международной ассоциации художников — потомков дворянских родов[13].[14]

## Особенности творчества
Обладая академическим образованием, на раннем этапе творчества Данилевский создаёт работы фигуративного характера, но уже в них заметен особый интерес к «укладке материала». В первых же беспредметных опытах, строя, казалось бы хаотичную композицию художник реализует на картинной плоскости четкую, хотя и не внятную архетектонику, покрепляя её равновесием насыщенных хроматических пятен. На более зрелом этапе творчества его индивидуальный стиль уже можно отнести к постабстракционизму, вообще творчество Данилевского представляет собой яркий пример того, что творческого человека в большей степени формирует окружение, а не школа.
Максима Антуана де Сент-Экзюпери «On est de son enfance comme on est d’un pays (в пер. „мы все родом из детства“)» приложима к творческой судьбе художника и проходят «красной нитью» в его работах. Так же художник отмечает влияние на своё творчество кинематографа. Эстетику фильмов в стилистике нуар и немецкого экспрессионизма. Итальянского неореализма и фильмов Андрея Тарковского (особенно выделяя фильмы «Солярис» и «Сталкер».).
Искусствовед Е.Корвацкая пишет: 

 «В основе творчества Николая Данилевского лежит оригинальная философия времени. Оно стало связующим „веществом“ в мире художника. Будь то размер холста, написание картин, составляющих серию, где в каждом новом произведении проходит ещё одна минута, хотя не одна, а 5 или 7 минут. Они движутся размеренно, спокойно. Из времени выявляются переходящие образы, соединяющие воедино всю жизнь художника.» — Е.В. Корвацкая, «Время в творчестве художника Николая Данилевского». Петербургские искусствоведческие тетради. Вып.№46 Санкт-Петербург, 2017 г..
Главный научный сотрудник Русского музея М. Ю. Герман высоко оценивает творческую индивидуальность Данилевского, отмечая, что «сумма технических приёмов» удачно передаёт эмоциональные состояния автора.

 « Может показаться, что художник Николай Данилевский принадлежит к беспредметной традиции. Это не совсем так, скорее, он пишет призраки вещей, фантомы виденного, причем делает это с превосходным вкусом и большой живописной культурой, тонко обрабатывая живописную поверхность. Именно то, что сто лет назад называли „гудением холста“, красноречие красочного слоя — важнейшее преимущество мастера наряду с привлекательной зашифрованностью мотивов, системой тонких пластических аллюзий.» — М. Ю. Герман, «100 лет русской смуты.» Международная ассоциация художников-потомков дворянских родов.Всероссийский музей А. С. Пушкина.СПб. Альбом. - 2019.
Сам художник относит ряд своих работ к фантастическому реализму, самые ранние опыты в этом направлении датированы 1981 годом. Искусствовед М. Ю. Герман пишет: 

 Как сказал Николай Данилевский, мой вдумчивый собеседник — то единомышленник, а то и оппонент: «Отличительная черта Петербургского фантастического реализма, от аналогичных направлений в отсутствии катарсиса. Это „сказка с несчастливым концом“». Здесь я с ним совершенно согласен. Тем более, именно он последовательно старается в своей художественной практике нащупать если и не счастливый конец, то подлинное художественное качество, без которого любой эксперимент обречен. Отказываясь от традиционной фигуративности, художник ищет и находит чисто пластический эквивалент своему видению, где фантазия становится самой правдой.— М. Ю. Герман, "Фантастический реализм: миф, действительность, нынешний день" (ответы на незаданные вопросы), 18.05.2017

## Фильмография
- 2009 — «Как Пушкин с Гоголем породнились…» (док. фильм, автор сценария Сергей Некрасов, реж. Константин Артюхов, «Кинор»)[21][22].

## Выставки (выборочно)
- 1991 год. — Июль. Camden Town Gallery. London.
- 1995 год. — Санкт-Петербургский планетарий.
- 1996 год. — Выставочный зал Капеллы на Васильевском острове. Санкт-Петербург.
- 1998 год. — Выставка в Музее игрушки
- 1999 год. — Выставка в Лесотехнической Академии им. С. М. Кирова
- 2010 г. — Январь. «ПЕТЕРБУРГ-2009» в Центральном выставочном зале Санкт-Петербурга «Манеж».
- 2011 г. — Январь. «ПЕТЕРБУРГ-2010» Ежегодная выставка новых произведений петербургских художников в Центральном выставочном зале Манеж (Санкт-Петербург)[23].
- 2011 г. — Август. 30-летие группы «Старый Город». Юбилейная выставка. Союз Художников, Санкт-Петербург.
- 2012 г. — Январь. «ПЕТЕРБУРГ-2011» Ежегодная выставка новых произведений петербургских художников в Центральном выставочном зале Манеж (Санкт-Петербург).
- 2012 г. — сентябрь. Выставка « Старый Город» в «Гостинке» в выставочном зале «Гостинка -Арт» Большой Гостиный Двор . Санкт-Петербург.
- 2013 г. — Январь. «ПЕТЕРБУРГ-2012» 20-я юбилейная выставка Ежегодная выставка новых произведений петербургских художников в Центральном выставочном зале Манеж (Санкт-Петербург).
- 2013 г. — Апрель. «Записная книжка». Персональная выставка. Всероссийский музей А. С. Пушкина, музей-усадьба Г. Р. Державина, Санкт-Петербург[24].
- 2013 г. — Май. Выставка «Веков связующая нить» посвященной 400-летию Дома Романовых. Санкт-Петербургский музей театрального и музыкального искусства. Дворец Шереметевых («Фонтанный дом»).
- 2013 г. — Июнь. Выставке Арт-форум «Традиция» выставочное пространство «Алакюль» Курортный район Санкт-Петербурга.Сестрорецк.
- 2013 г. — Сентябрь. Выставка «Французские штучки» в «Галерее стекла».
- 2013 г. — Сентябрь. «Старый Город в Систербеке» Выставочный зал «Арт-Курорт» Администрации Курортного района города Санкт-Петербурга. Сестрорецк
- 2014 г. — Январь. Выставка «Огонь, вода и медные трубы» в «Галерее стекла».
- 2014 г. — Сентябрь. Выставка «С чистого листа» в галерее «Крестовский остров»[25].
- 2015 г. — Май. «Чайковский Open Air».Государственная академическая капелла Санкт-Петербурга.[26]
- 2015 г. — Август. Выставка «Игра в квадраты» в галерее «Крестовский остров»[27].
- 2015 г. — Сентябрь. Выставка «Дворянское гнездо» в галерее «Крестовский остров»[28].
- 2015 г. — Ноябрь. «Выставка к 175-летию П. И. Чайковского».Государственная академическая капелла Санкт-Петербурга[26].
- 2017 г. — Октябрь. Выставка «Закрыв глаза» Петербургской школы фантастического реализма.Государственный Литературно-мемориальный музей Ф. М. Достоевского.[29][30]
- 2017 г. — Ноябрь. Выставка «Красные игры». Персональная выставка в галерее «Крестовский остров»[31][32][33], Санкт-Петербург.
- 2018 г. — Октябрь. Выставка художников «Петербургской школы фантастического реализма». Николай Данилевский, Андрей Мамаев и Наталья Ходячева. Приуроченая к открытию VII Санкт-Петербургского международного культурного форум 2018 года. В рамках пректа «Открытый музей». Коллекция братьев Носкиных.
- 2019 г. — Март. «Коллекционер». Персональная выставка в галерее «Крестовский остров»[34], Санкт-Петербург.
- 2019 г. — Май. Выставка «100 лет великой смуты» посвященной 100-летию событий 1917 года в России[35]. Всероссийский музей А. С. Пушкина, музей-усадьба Г. Р. Державина, Санкт-Петербург.
- 2020 г. — Февраль. Проект «Петербург в графике». Государственная академическая капелла Санкт-Петербурга[36].
- 2021 г. — «HELLO, ANDY!». Персональная выставка в галерее «Крестовский остров».Санкт-Петербург.
- 2021 г. — Октябрь. «Послание господину Ф.». Выставка в «Новом выставочном зале» Государственного музея городской скульптуры. Санкт-Петербург[37].
- 2022 г. — Ноябрь. «Записная книжка». Николай Данилевский и Наталья Ходячева. Выставка в Музее Е. А. Боратынского, Казань[38][39].
- 2022 г. — Декабрь. «Альбом». Выставка художников «Петербургской школы фантастического реализма». Николай Данилевский и Наталья Ходячева в галерее «Крестовский остров».Санкт-Петербург[40].
- 2023 г. — Апрель. «Записная книжка». Николай Данилевский и Наталья Ходячева. Выставка в ФГБУК Государственный музей-усадьба Остафьево-Русский Парнас. Москва[41].

## Выставки в составе Ассоциации
- 2008 год. Январь — февраль. Выставка художников Ассоциации «Всякое дыхание да хвалит Господа !» Музей Г. Р. Державина, набережная реки Фонтанки д.118. Санкт — Петербург.
- 2012 год. Январь -февраль. Юбилейная выставка « 10-летие основания Ассоциации» Музей Г. Р. Державина, набережная реки Фонтанки д.118. Санкт — Петербург[42].
- 2013 год. Март. Выставка «Петербургские встречи в Париже» к 400-летию основания Дома Романовых. Российский центр науки и культуры в Париже. Франция[43].
- 2013 год. Май — июнь. Выставка к 400-летию основания Дома Романовых «Веков связующая нить» Музей театрального и музыкального искусства.«Шереметевский дворец», набережная реки Фонтанки дом 34[44]. Санкт-Петербургский государственный музей театрального и музыкального искусства. Дворец Шереметевых («Фонтанный дом»)[45].
- 2019 г. — Май. «100 лет великой смуты» посвященной 100-летию событий 1917 года в России. Всероссийский музей А. С. Пушкина, музей-усадьба Г. Р. Державина, Санкт-Петербург[46].
- 2021 г. — Июнь. «100 лет великой смуты» (завершение проекта) посвященного 100-летию событий 1917 года в России[35]. Выставочный центр Санкт-Петербургского Союза художников, Санкт-Петербург[47][48].
- 2022 г. — Сентябрь. «Всякое дыхание да хвалит Господа». Выставка к 20-летнию организации. Выставочный центр Санкт-Петербургского Союза художников, Санкт-Петербург[49].

## Работы находятся в собраниях
- Государственный Литературно-мемориальный музей Ф. М. Достоевского, Санкт-Петербург[50].
- Музей театрального и музыкального искусства."Шереметевский дворец"[44].
- Музей Анны Ахматовой в Фонтанном доме, Санкт-Петербург.
- Музей-квартира А. С. Пушкина (Санкт-Петербург), Санкт-Петербург[51].
- Ишимский музейный комплекс им. П.П. Ершова, Ишим.
- Пекинский государственный музей интернационального искусства, Пекин, Китай.
- Замок Лютон Ху[англ.]«Русские комнаты». Соединённое Королевство Великобритании и Северной Ирландии
- Музей изобразительных искусств Республики Карелия, Петрозаводск.
- Национальный музей Республики Татарстан, Музей Е. А. Боратынского. Казань[38].
- ФГБУК Государственный музей-усадьба Остафьево-Русский Парнас. Москва.
- Музей современного искусства, Сосновый Бор.

а также в частных и корпоративных собраниях России, Германии, Ирландии, Франции, США, Италии, Бельгии, Канады и др.